# De kleine Johannes

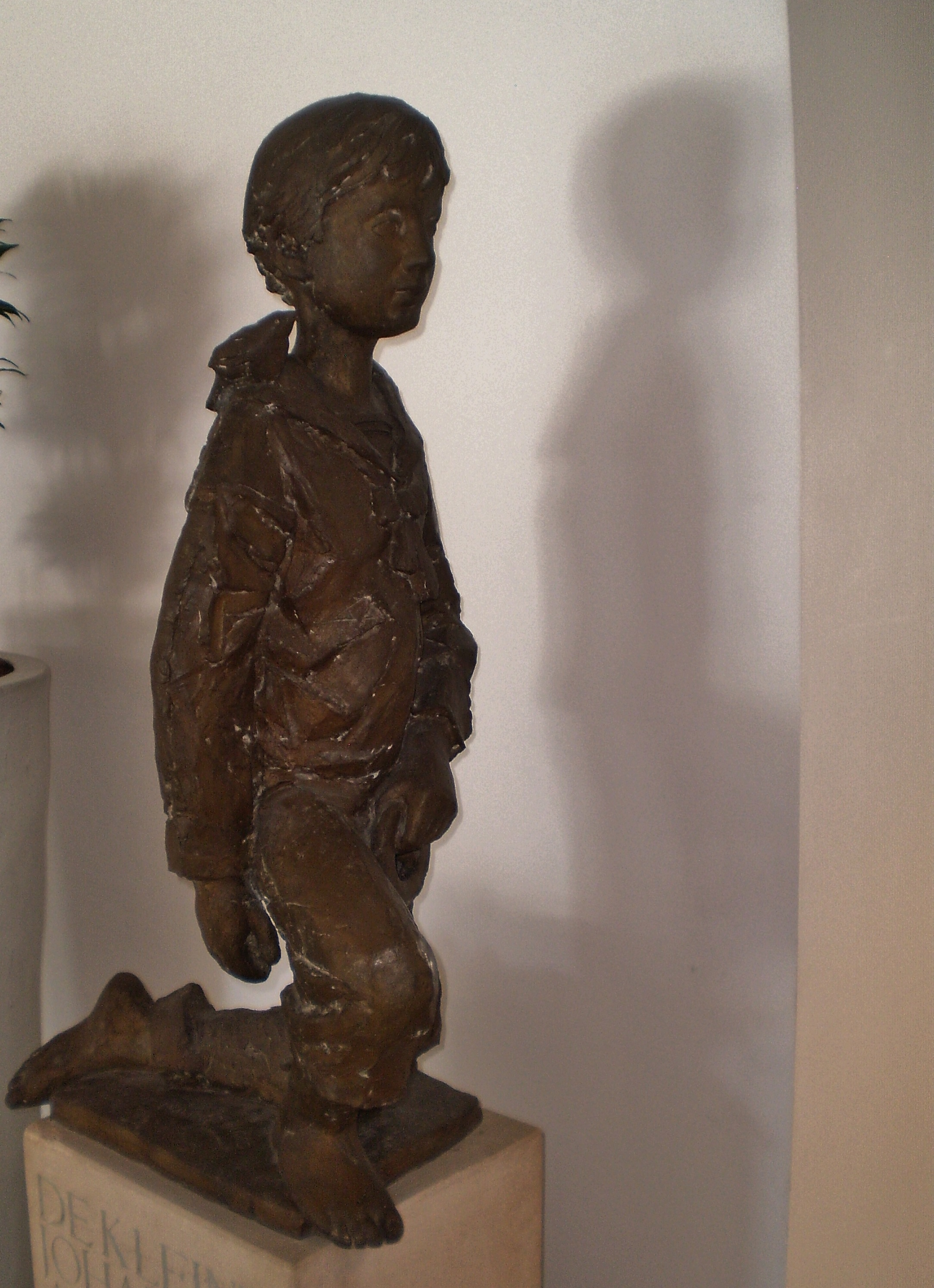
Gemeentehuis Gooise Meren, De Kleine Johannes van Margot Hudig-Heldring

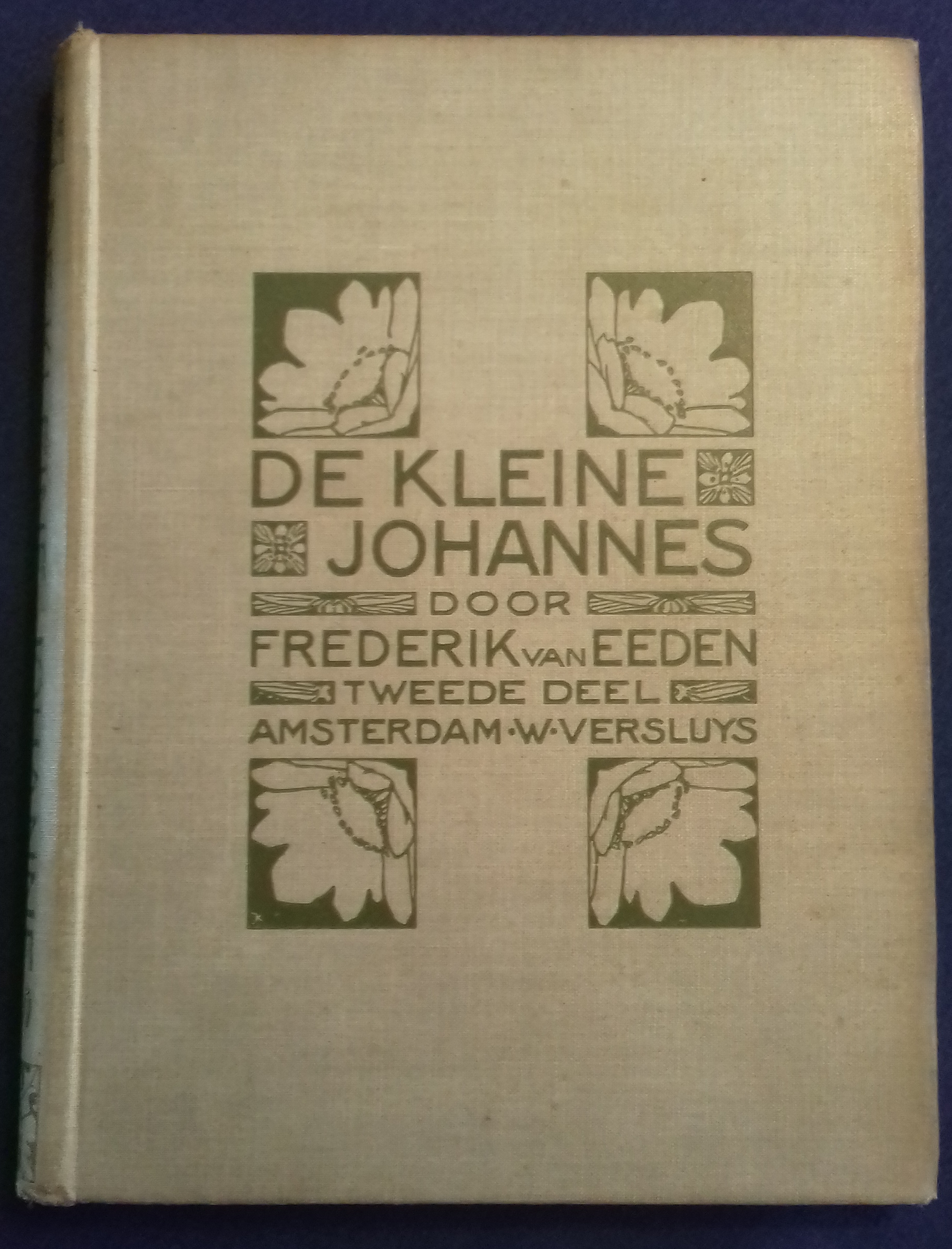
Boek De Kleine Johannes, Tweede deel

De roman De kleine Johannes werd geschreven door Frederik van Eeden. Het werd voor het eerst gepubliceerd in de eerste editie van het tijdschrift De Nieuwe Gids in 1885. In 1887 verscheen het voor het eerst in boekvorm.
Er zijn drie delen van het boekwerk,
- Het eerste deel is geschreven en gepubliceerd in 1887, daar heeft Frederik van Eeden zijn bekendheid als schrijver gemaakt
- Deel 2 verscheen in 1905
- Deel 3 in 1906.

Deze laatste delen zijn door hem geschreven toen hij woonde op de kolonie Walden die hij gesticht had in Bussum.
Het hoofdpersonage Johannes vertegenwoordigt de fantasie van Van Eeden.

## Evolutieboek
Het verhaal heeft niet enkel iets weg van een sprookje. De volgende elementen spelen hierbij een rol: de levensfasen van de mens; contrasten (goed/kwaad, idealisme/materialisme); het verkleiningsmotief; kritiek op de mensenmaatschappij; het zoeken naar geluk; positivisme en pantheïsme (God is in alles aanwezig). 
In het verhaal staat de ontwikkeling van kind tot volwassene en de worsteling met de levensraadsels centraal. Dit alles is een evolutie van een persoon.

## Het verhaal
Johannes is een fantasierijke jongen, die met zijn vader, zijn hond en zijn kat een zorgeloos bestaan leidt. Op een avond vindt hij een bootje in het meer, waar hij in stapt. Johannes valt in slaap, en wordt wakker door een libel die verandert in een elfje: Windekind. Hij verkleint Johannes en neemt hem mee naar een wonderlijke fantasiewereld. Ze gaan naar een krekelschool, en een feest in een konijnenhol, en de ‘Vredemieren’. Op een nacht ontmoet hij de kabouter Wistik, die op zoek is naar het ‘ware boekje’ dat antwoord geeft op alles. Windekind wil niet dat Johannes met Wistik omgaat en maakt hem als straf weer groot. Johannes wordt opgevangen door een tuinman, woont een tijdje bij hem en ontmoet Robinetta, op wie hij verliefd wordt. Johannes vraagt Robinetta naar het ‘ware boekje’, waarop zij hem de Bijbel laat zien. Johannes wijst dit af, en wordt daarop weggestuurd door Robinetta’s vader. Vol verdriet gaat hij weg, en wordt ditmaal opgevangen door Pluizer, die hem meeneemt naar de stad. Daar ontmoet hij dokter Cijfer en Hein (de Dood). Pluizer laat hem het leed in de stad zien, het kerkhof en ten slotte zijn eigen dode lichaam in het graf. Hierop valt Johannes flauw. Johannes blijft een tijdje bij Pluizer en dokter Cijfer om te studeren, ter wille van het ‘ware boekje’, maar hij verlangt terug naar zijn jeugd en zijn vader. Uiteindelijk nemen de twee dokters Johannes mee terug naar het huis van zijn vader, die op sterven ligt. Als Johannes’ vader dood is wil Pluizer sectie op zijn lijk uitvoeren. Johannes staat dit niet toe. Hij bevecht Pluizer en wint, waarop Hein zegt dat hij het goede gedaan heeft. Johannes wil met Hein mee, maar dat mag hij niet. Hierop komt Windekind terug, hij drijft met Hein op een bootje. Een onbekende persoon verschijnt, en stelt Johannes voor de keuze tussen Windekind en ‘Het Grote Licht’, of de mensheid met haar verdriet en onrecht. Johannes kiest voor de mensheid en haar weedom. Het verhaal eindigt met de zin: “Wellicht vertel ik u eenmaal meer van de kleine Johannes, doch op een sprookje zal het dan niet meer gelijken.”

## Symbolisme
Het avontuur van de kleine Johannes symboliseert eigenlijk de jeugd van Van Eeden en van andere mensen. De bewering aan het begin, dat het allemaal echt gebeurd is, moet dan ook serieus worden genomen. De vier hoofdfiguren (Windekind, Wistik, Pluizer en Cijfer) symboliseren de verschillende stadia van Van Eedens jeugd. Windekind staat voor Van Eedens kinderlijke fantasie, Wistik voor zijn drang naar antwoorden naarmate hij ouder wordt, en Pluizer en Cijfer staan voor het materialisme waarmee Van Eeden vooral op de universiteit in aanraking kwam. Van Eeden ís eigenlijk de kleine Johannes die opgroeit in een wereld vol verschillende standpunten.

## De kleine Johannesen het literatuuronderwijs
Samen met Erik of het klein insectenboek van Godfried Bomans stond het jarenlang in België op de literatuurlijst van het secundair onderwijs, zowel in het Vlaamse als het Franstalige onderwijs.
Ook in Nederland is het een veelgelezen boek dat op de literatuurlijsten van veel leraren en scholen in het voortgezet onderwijs te vinden is.
In Zuid-Afrika was het een voorgeschreven boek op de hogere school bij het Afrikaanse onderwijs.

## Trivia
- In Bussum is De Kleine Johanneslaan in het woondeelgebied Nieuw Cruysbergen vernoemd naar het boek.[5]
- Ook in Gouda is een Kleine Johannesstraat gelegen.

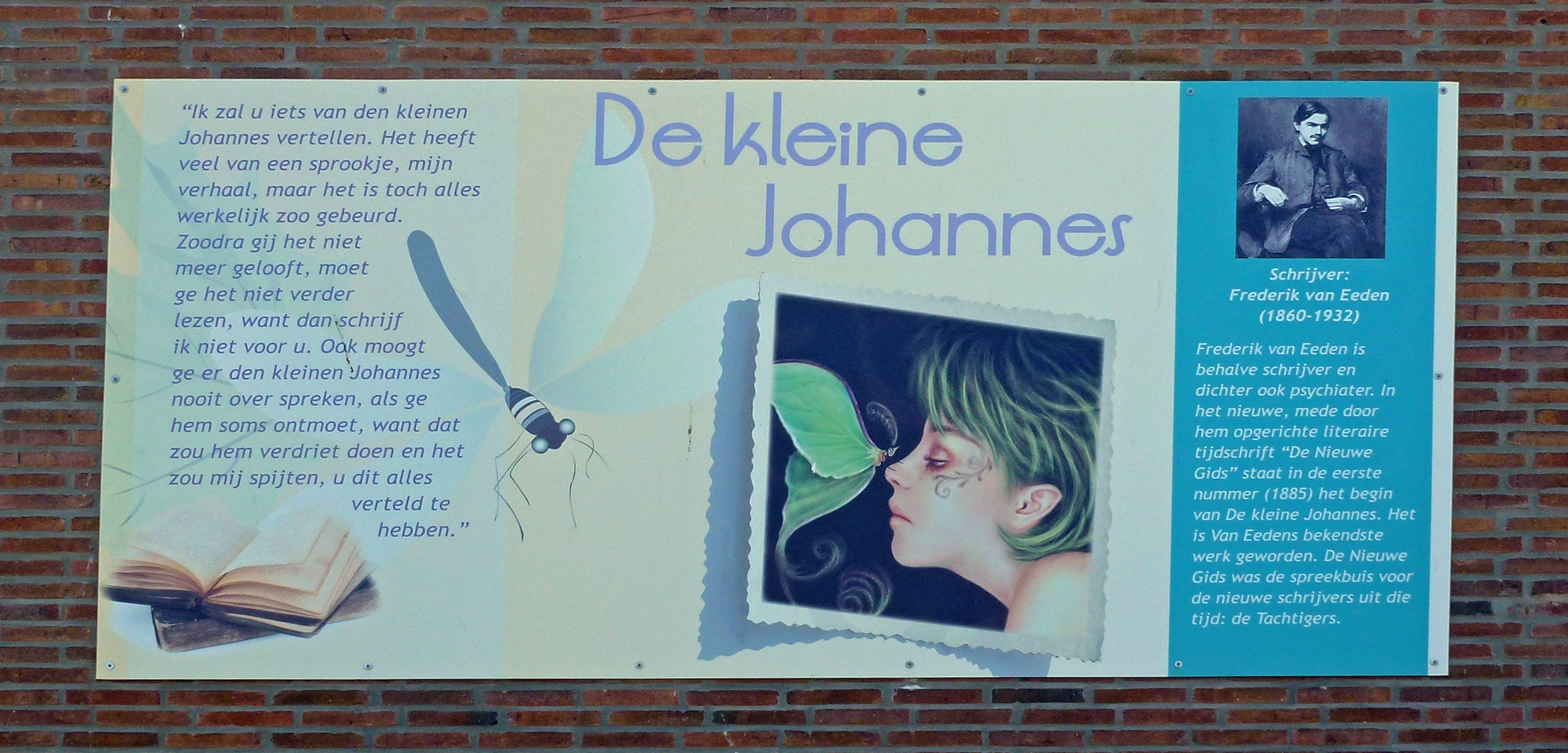
De kleine Johannes, gevelpaneel in Gouda

- In het gemeentehuis van Gooise Meren staat een klein standbeeld op sokkel,[6] genaamd De Kleine Johannes. Het werd gemaakt door Margot Hudig-Heldring en in 1950 onthuld door Arnold Saalborn.
- In het Frederikspark in Haarlem staat een beeld dat de naam draagt van het boek.

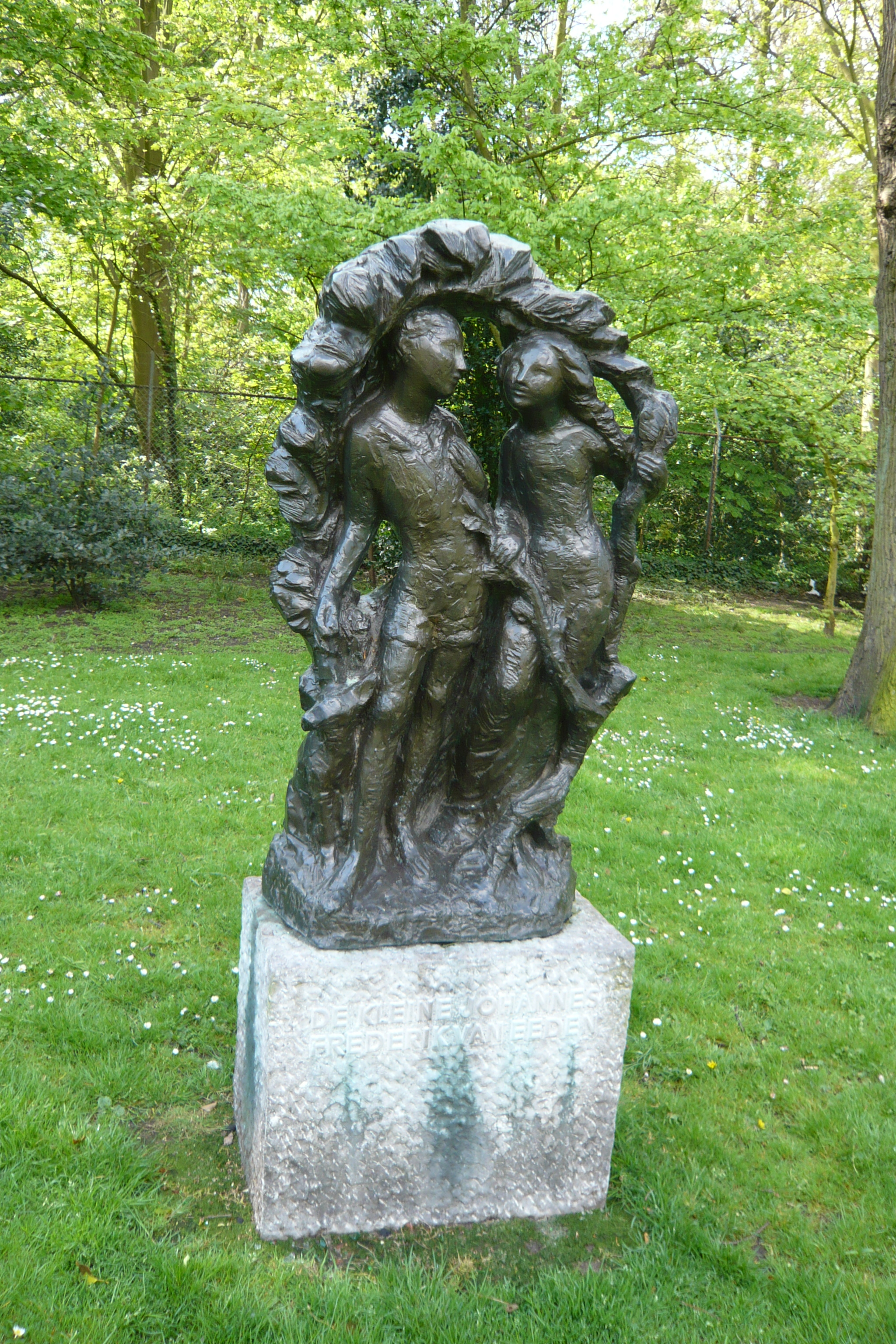
De kleine Johannes gemaakt door Mari Andriessen, in het Frederikspark, Haarlem

- De gemeente Gooise Meren reikt elk jaar een prijs uit aan een vrijwilliger die in Bussum zich op een uitzonderlijke manier heeft ingezet voor de samenleving. De prijs is genoemd naar het boek De Kleine Johannes[7]

## Voetnoten
1. ↑  Mededelingen van de Documentatiedienst. Nederlands Letterkundig Museum en Documentatiecentrum, Den Haag / Archief en Museum voor het Vlaams Cultuurleven, Antwerpen 1954-1992, p. 1277. Gearchiveerd op 24 april 2023.
2. ↑  G.J. van Bork & P.J. Verkruijsse (red.), De Nederlandse en Vlaamse auteurs van middeleeuwen tot heden met inbegrip van de Friese auteurs. De Haan, Weesp 1985 l, p. 187. Gearchiveerd op 24 april 2023.
3. ↑  J.G. Frederiks en F. Jos. van den Branden, Biographisch woordenboek der Noord- en Zuidnederlandsche letterkunde. L.J. Veen, Amsterdam 1888-1891, p. 226/7. Gearchiveerd op 8 maart 2023.
4. ↑  De Bibliotheek voor de Nederlandse Letteren, De Kleine Johannes, drie delen. Gearchiveerd op 10 augustus 2021. Geraadpleegd op 13 augustus 2021.
5. ↑  Bussum Nieuws, Nieuw Straatnamen Walden en Kleine johanneslaan. Geraadpleegd op 13 augustus 2021.
6. ↑  Historische Kring Bussum. Gearchiveerd op 16 augustus 2021. Geraadpleegd op 16 augustus 2021.
7. ↑  Vrijwilligers onderscheiding, De Kleine Johannes. Gearchiveerd op 13 augustus 2021. Geraadpleegd op 13 augustus 2021.